# Marc Schaumburg-Ingwersen
Marc Schaumburg-Ingwersen (geboren 26. Januar 1977 in Lüdenscheid) ist ein deutscher TV-Produzent, Regisseur und Drehbuchautor.

## Karriere
Schaumburg-Ingwersen begann seine Laufbahn mit dem Kinofilm Kleinstatthelden, der in seiner Heimat Lüdenscheid gedreht wurde und dessen Haupthandlung auch dort spielt.
Nachfolgend arbeitete Schaumburg-Ingwersen mit Unterhaltungskonzernen wie ITV, Sony und Banijay zusammen. Als Producer/Executive Producer war er in den 2010er Jahren für mehrere Folgen der ZDF-Serie Heldt und der RTL-Serie Der Lehrer zuständig.

## Filmografie (Auswahl)

### Regie
- 2008: Prostomium (Kurzspielfilm)
- 2009: Kleinstatthelden
- 2010: Annika – Das absolute Mädchen (Dokumentarfilm)
- 2010: Verspielt (Kurzspielfilm)
- 2011: 52 Monologe (Dokuserie)

### Drehbuch
- 2008: Torture by Hope (AT) (Kurzspielfilm)
- 2009: Kleinstatthelden

### Producer/Executive Producer
- 2009: Kleinstatthelden
- 2014: Minna (Kurzspielfilm, Koproduzent)
- 2014, 2016/17: Heldt (Fernsehserie)
- 2017: Sechs Richtige und Ich, TV-Film, SAT.1, Producer
- 2018/19, 2021: Der Lehrer (Fernsehserie)